# Nederlandsk (sprog)
 For alternative betydninger, se Nederlandsk. (Se også artikler, som begynder med Nederlandsk)
Nederlandsk eller hollandsk er et vestgermansk sprog, som tales i Nederlandene, den nordlige halvdel af Belgien (i delstaten Flandern og i Bryssel), samt i Fransk Flandern. I Sydamerika tales sproget i Surinam, på Aruba, Bonaire, Curaçao, Sint-Maarten og desuden i nogle områder af Canada og USA. I den tidligere nederlandske koloni Indonesien forstår ca. 1 million nederlandsk. Afrikaans, der tales af afrikaanerne i Sydafrika og Namibia og flertallet af Kaplandets farvede indbyggere, er en tidligere dialekt af nederlandsk, der har udviklet sig til et særskilt sprog.

## Begrebsforklaring
I Danmark og visse andre lande er hollandsk et almindeligt navn for sproget. Belgiere og nederlændere vil ofte protestere mod at sproget kaldes hollandsk, fordi de opfatter hollandsk som den dialekt, der tales i provinserne Noord-Holland og Zuid-Holland. Belgiere vil ofte fremhæve at mange af de ældste tekster på hollandsk faktisk stammer fra det middelalderlige grevskab Flandern.[kilde mangler]
Nederlandsk har ved siden af hollandsk flere dialekter som brabantsk, limburgsk, zeeuws, achterhoeks, Stellingwarfsk, Twents, Veluwsk, groningsk og drentsk, m.fl. Standardnederlandsk blev først officielt fastlagt ved udgivelsen af bibelen kaldet Statenvertaling af 1637. Flamsk er et dialekt af det nederlandske sprog. Dette kan henvise til standardnederlandsk med flamsk udtale eller til de egentlige flamske dialekter. I sprogvidenskabelig sammenhæng bruger man kun ordet flamsk om dialekterne vest- og østflamsk, der hører hjemme i det historiske Flandern (den vestlige del af Belgien og det nordligste hjørne af Frankrig)[kilde mangler]. I resten af Belgien tales der fransk (vallonsk dialekt) og tysk.
Selv om mange altså kalder sproget i Nederlandene for hollandsk[kilde mangler] og sproget i det nordlige Belgien for flamsk, er der tale om en og samme sprog med fælles normer og retskrivning. I begge lande taler man standardnederlandsk i f.eks. radio og fjernsyn. Der er en beskeden forskel i ordforrådet, svarende til forskellene på tysk i Tyskland og Østrig, og der er karakteristiske forskelle i udtale. I de egentlige dialekter er der langt større forskelle, men udtale- og dialektgrænserne følger ikke statsgrænsen, hvorfor det er forkert at dele nederlandsk op i "hollandsk og flamsk".
Indtil 1950'erne hed sproget i det nordlige Belgien officielt flamsk, men da blev der overvejende brugt fransk som kultursprog i Belgien, og det var endnu ikke afgjort om flamlænderne ville satse på et særligt flamsk eller et fælles nederlandsk skriftsprog. Siden 1960'erne har den Nederlandske Sprogunion ført en aktiv harmoniseringspolitik, der sikrer fælles normer for grammatik og retskrivning. Når man har brug for at skelne mellem de to nationale varianter, hedder de officielt nordnederlandsk og sydnederlandsk, men i daglig tale omtaler mange stadig den sydlige variant som flamsk.

## Dialekter og regionalsprog
Inden for det nederlandske sprogområde findes der mange forskellige dialekter.
Nedersaksisk og limburgsk danner et grænseområde til henholdsvis nedertysk og højtysk, og det kan diskuteres om de skal medregnes til de nederlandske dialekter. Nedersaksisk tales også på den anden side af grænsen, i Nordtyskland, hvor det kaldes nedertysk eller plattysk. Nedersaksisk og limburgsk er officielt anerkendt som regionalsprog. Det er under overvejelse om dialekten Zeeuws (i Zeeland) også skal anerkendes som regionalsprog.
I provinsen Frisland tales frisisk, der er et separat sprog og ikke en dialekt af nederlandsk.
På nederlandsk bruger man ofte begrebet streektaal ("egnssprog"), der både kan omfatte dialekterne og separate sprog som frisisk.
Det nederlandsk-tyske dialektområde er således et kontinuum, hvor det ene sprog langsomt går over i det andet. I dag er varianterne på begge sider af grænsen naturligvis blevet præget af de nationale standardsprogs ordforråd, hvorfor sproggrænsen er blevet noget skarpere end før. Det tyske og det nederlandske rigssprog er separate sprog, fordi de er baseret på germanske dialekter meget langt fra hinanden og med tiden har udviklet hver sit ordforråd, grammatik, retskrivning og litteratur.

### Dialekter
- Hollandsk tales i provinserne Noord-Holland og Zuid-Holland samt størstedelen af Utrecht.
- Zeeuws tales i provinsen Zeeland.
- Nedersaksisk tales i de nordøstlige provinser Overijssel, Drenthe, Groningen samt dele af Gelderland. Anerkendt regionalsprog siden 1995.
- Nordbrabantsk tales i provinsen Nordbrabant samt dele af Gelderland og Utrecht.
- Belgisk brabantsk tales i provinserne Flamsk Brabant, herunder Bryssel, og i Antwerpen.
- Limburgsk tales i den nederlandske provins Limburg og i den belgiske provins Limburg. Anerkendt regionalsprog siden 1997.
- Flamsk tales i provinserne Østflandern og Vestflandern, i den sydlige del af den nederlandske provins Zeeland (Zeeuws-Vlaanderen), samt i en del af Nordfrankrig (Fransk Flandern).[4]

## Nederlandsk og dansk

### 300 år Nederlandsk på Amager
Christian 2. hentede i sin tid 24 bondefamilier fra Nederlandene til Amager hvor de bosatte sig i Store Magleby som blev grundlagt i 1521.
Her blev der flittigt talt nederlandsk i cirka 300 år, da selve undervisning på byens skole og præstens prædiken i byens kirke forgik på nederlandsk. I 1811 måtte de nederlandsktalende familier dog bøje sig for de danske myndigheder, der bestemte, at der nu skulle tales dansk. At nederlandsk på Holbergs tid uden større vanskelighed blev forstået i København, kan ses af hans komedier; se f.eks. her Arkiveret 6. marts 2014 hos  Wayback Machine.

### Nederlandsk nu
Danskere opfatter ofte nederlandsk som en "blanding mellem tysk og engelsk". Årsagen til denne opfattelse er som regel, at man genkender elementer fra både tysk og engelsk; nederlandsk er imidlertid ikke en blanding mellem disse to moderne sprog. De sydlige vestgermanske dialekter i de højtyske områder, som det moderne tyske sprog er baseret på, har gennemgået den germanske lydforskydning. Denne forvandling har dog ikke påvirket de nordlige vestgermanske sprog, som er forløbere for de lavtyske dialekter, samt engelsk og nederlandsk. Selv om nederlandsk i struktur minder om det nært beslægtede tysk, deler det derfor fortsat kendetegn med engelsk, der på et meget tidligt stadium har udskilt sig fra de øvrige vestgermanske sprog.
Eftersom nederlandsk er tæt beslægtet med plattysk, er der en stor gensidig forståelse mellem talere af dansk og nederlandsk – i hvert fald på skrift. Plattysk har nemlig haft meget stor indvirkning på dansk i middelalderen, og omkring 30-35% af det danske ordforråd og faste udtryk er afledt af plattysk. I udtale adskiller sprogene sig dog markant (se nedenfor).

## Udtale
Der er for få eller ingen kildehenvisninger i dette afsnit, hvilket er et problem. Du kan hjælpe ved at angive troværdige kilder til de påstande, som fremføres.

Udtale af nederlandsk adskiller sig markant fra det beslægtede tysk og fra dansk, på trods af den relative læselighed af sproget. I modsætning til f.eks. dansk er der i nederlandsk temmelig klar sammenhæng mellem skrift og udtale. På nederlandsk kan vokaler fordobles for at vise vokalens længde. Samtidig vil en fordoblet vokal få en anden kvalitet. For eksempel udtales 'a' i hak (hakke) som 'a' i dansk dam og 'aa' i 'haak' (krog) som 'a' i dansk Mareridt. En enkel vokal udtales dog også som 'dobbelt', hvis den efterfølges af en enkelt konsonant og en vokal igen. For eksempel udtales 'a' i haken (kroge) det samme som 'aa' i haak (krog). I gamle dage plejede man dog at stave det som haaken.
De fleste konsonanter udtales som på dansk, med nogle markante undtagelser. Udtalen af det almindelige europæiske 'g' (som en velær lukkelyd,[kilde mangler] IPA [g] er ukendt på nederlandsk, hvor bogstavet i stedet får en lyd som ch i tysk ach. I nordnederlandske dialekter er udtalen hårdere og mere raspende end i sydnederlandske dialekter, hvor det er mere som tysk 'ch' i 'ich' eller som det ældre danske bløde g i rige, kage, koge osv. Denne bløde g-lyd (zachte G) er en af de mest karakteristiske måder at genkende sydnederlandsk på.
Udtalen af 'r' er meget variabel og kan være afhængig af placering i ordet, dialekt eller endda den enkelte sprogbruger. I sydnederlandsk udtales r'et som regel med tungespidsen, undtagen i østbrabantsk og limburgsk. I nordnederlandsk bruger nogle et rullet tungspids-r og andre et rullet drøbel-r (som de fleste tyskere). Det forekommer at samme person bruger flere forskellige r-lyde i fri variation, endda inden for samme sætning, men der er ingen betydningsmæssig forskel. I regionen i og omkring Rotterdam rulles der stærkt med r-et.
Det nederlandske sprog kender en række tvelyde, nemlig au/ou, ĳ/ei og ui. Tvelyden au/ou staves forskelligt, men udtales ens, omtrent som dansk av. Tvelyden ĳ/ei udtales også ens; udtalen lyder lidt som ej. Den karakteristiske tvelyd ui lyder lidt som øy eller ay. eu er ikke en tvelyd, men udtales som langt ø som i dør.